# Vesper bulbosus
Vesper bulbosus är en växtart i släktet Vesper och familjen flockblommiga växter. Den beskrevs av Aven Nelson som Cymopterus bulbosus, och fick sitt nu gällande namn av Ronald Lee Hartman och Guy L. Nesom 2012.
Arten är en perenn ört som förekommer i södra USA.